# 勒梅尼勒厄里
勒梅尼勒厄里（法語：Le Mesnil-Eury，法語發音：[lə menil øʁi]）是法国芒什省的一个市镇，属于圣洛区。

## 地理
勒梅尼勒厄里（49°9'5"N, 1°14'15"W）面积3.46 平方千米，位于法国诺曼底大区芒什省，该省份为法国西北部沿海省份，西、北、东北三面环大西洋，东起顺时针与卡爾瓦多斯省、奧恩省、马耶讷省和伊勒-维莱讷省接壤。
与勒梅尼勒厄里接壤的市镇（或旧市镇、城区）包括：洛宗河畔蒙特勒伊、勒米伊莱马赖、泰尔瓦勒、马里尼勒洛宗。
勒梅尼勒厄里的时区为UTC+01:00、UTC+02:00（夏令时）。

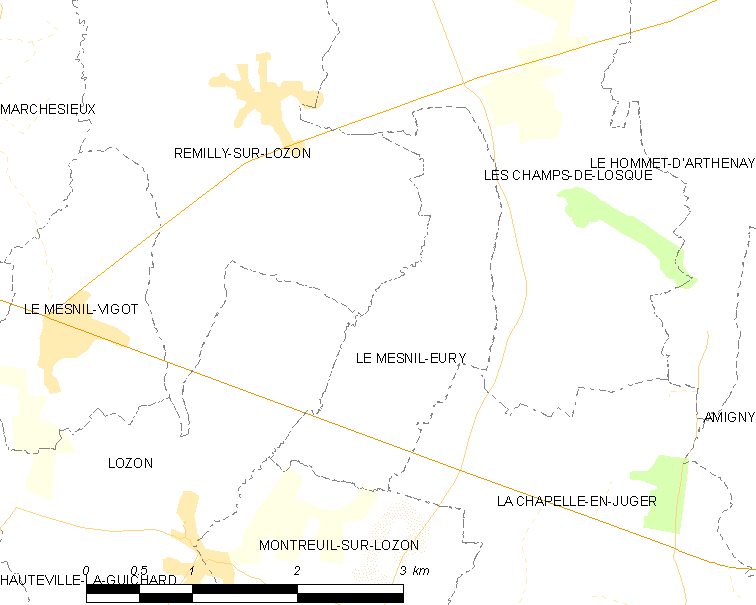
勒梅尼勒厄里的OSM定位图

## 行政
勒梅尼勒厄里的邮政编码为50570，INSEE市镇编码为50310。

## 政治
勒梅尼勒厄里所属的省级选区为圣洛第一县。

## 人口

1962-2008年间勒梅尼勒厄里人口变化图示

勒梅尼勒厄里于2022年1月1日时的人口数量为180人。